# Bacino Orca
Il bacino Orca è un piccolo bacino situato nel golfo del Messico, circa 300 km a sudovest della foce del fiume Mississippi, posizionato con giacitura concordante sul margine continentale della Louisiana.
Ha la caratteristica unica tra i mini-bacini di questa area, di contenere al suo interno un vasto lago sottomarino  costituito da acque salmastre anossiche. Il lago salmastro, che si trova a circa 2400 metri di profondità, ha una superficie di 123 km2 e uno spessore fino a 220 metri. La sua origine è legata dalla dissoluzione del sottostante Louann Salt, una formazione evaporitica di origine giurassica. Il volume di questo lago salmastro è di 13,3 km3 e deriva dalla dissoluzione di circa 3,62 miliardi di tonnellate della formazione salina del Louann Salt nell'acqua marina del Golfo. Il bacino, la cui forma è legata alla tettonica di dissoluzione salina, è circondato da diapiri salini.